# Женска фудбалска репрезентација Грузије
Женска фудбалска репрезентација Грузије (груз. საქართველოს ეროვნული საფეხბურთო ნაკრები, sakartvelos erovnuli sapekhburto nak'rebi) је национални фудбалски тим који представља Грузију на међународним такмичењима и под контролом је Фудбалског савеза Грузије (груз. საქართველოს ფეხბურთის ფედერაცია, sakartvelos pekhburtis pederatsia), владајућег тела за фудбал у Грузији.
У квалификацијама за Светско првенство у фудбалу 1999. године Грузија је учествовала у квалификационој групи 7., али је одустала након два меча, против Југославије (0 : 11) и Турске (0 : 1). Након тога, Грузија није учествовала у квалификацијама све до Европског првенства 2009. године. Тада се Грузија пласирала у групу са Турском, Северном Ирском и Хрватском. Грузија је завршила последња, без бодова.